# Curt Meyer-Clason
Curt Meyer-Clason (Ludwigsburg, 19 de setembro de 1910 - Munique, 13 de janeiro de 2012) foi um escritor e tradutor alemão. É conhecido por ter sido tradutor de Guimarães Rosa.

## Breve biografia
Curt Meyer-Clason estudou comércio no ginásio na Alemanha. 
Inicialmente ele trabalhou empregado neste campo na cidade independente de Bremen, passando a atuar, a partir de 1936, como comerciante independente na Argentina e no Brasil. Em 1942, foi preso pela polícia política do Rio Grande do Sul, acusado de espionagem para o III Reich. Ficou preso por cinco anos no Instituto Penal Cândido Mendes, na Ilha Grande.. Foi na prisão que Meyer-Clason conheceu a literatura, incentivado por um companheiro de cela.
Meyer-Clason só começou a traduzir depois que regressou à Alemanha, em 1954, quando já era um homem de meia-idade. De volta a seu país, atuou como editor em Munique, na Baviera. A partir dos anos '60 Curt Meyer-Clason aumentou consideravelmente a sua dedicação à tradução de autores de língua portuguesa, castelhana, e de autores da América Latina. Meyer-Clason traduziu para o alemão alguns dos mais importantes autores brasileiros, como Machado de Assis, Jorge Amado, Clarice Lispector, João Ubaldo Ribeiro, Carlos Drummond de Andrade, Gerardo Mello Mourão e João Cabral de Melo Neto.
Ficou especialmente conhecido como tradutor de João Guimarães Rosa. São dele as versões em alemão para Grande Sertão: Veredas, Primeiras Estórias, Sagarana e Corpo de Baile. As cartas trocadas por ambos entre 1958 e 1967 foram lançadas em livro em 2003.
Meyer-Clason foi líder do Goethe-Institut em Lisboa, Portugal, de 1969 a 1976. 
Morreu aos 101 anos em Munique.

## Obras
- Literatura alemana actual, Asunción 1969
- Erstens die Freiheit, Wuppertal 1978
- Portugiesische Tagebücher, Königstein/Ts. 1979
- Äquator, Bergisch Gladbach 1986
- Unterwegs, Bergisch Gladbach 1989
- Die Menschen sterben nicht, sie werden verzaubert, München [u. a.] 1990
- Die große Insel, Reicheneck 1995
- Der Unbekannte, München 1999
- Bin gleich wieder da, Weitra 2000

## Editor
- Die Reiher und andere brasilianische Erzählungen, Herrenalb/Schwarzwald 1967
- Der weiße Sturm und andere argentinische Erzählungen, Tübingen [u. a.] 1969 (zusammen mit Wilhelm Anton Oerley)
- Der Gott der Seefahrer und andere portugiesische Erzählungen, Tübingen [u. a.] 1972
- Brasilianische Poesie des 20. Jahrhunderts, München 1975
- Portugal: Lied der Revolution, München 1975
- Unsere Freunde, die Diktatoren, München 1980
- Lateinamerikaner über Europa, Frankfurt am Main 1987
- Lyrik aus Lateinamerika, München 1988
- Portugiesische Erzählungen des zwanzigsten Jahrhunderts, Freiburg 1988
- Portugiesische Lyrik des 20. Jahrhunderts, München 1993
- Die Lehre der Fremde - die Leere des Fremden, Tübingen 1997
- Modernismo brasileiro und die brasilianische Lyrik der Gegenwart, Berlin 1997

## Traduções
- Adonias Filho: Corpo vivo, Frankfurt am Main 1966; Das Fort, Hamburg 1969
- Rafael Alberti: Zwischen Nelke und Schwert, Schwifting 1986
- Jorge Amado: Die Abenteuer des Kapitäns Vasco Moscoso, München 1964; Dona Flor und ihre zwei Ehemänner, München 1968; Die drei Tode des Jochen Wasserbrüller, München 1964; Nächte in Bahia, München 1965; Vom Wunder der Vögel, Hamburg 1994
- Carlos Drummond de Andrade: Poesie, Frankfurt am Main 1965; E agora José?, Tübingen 1996 (zusammen mit João Cabral de Melo Neto)
- Eugénio de Andrade: Stilleben mit Früchten, München [u. a.] 1997
- Mário de Andrade: Macunaíma, Frankfurt am Main 1982
- Louis Baudin: So lebten die Inkas vor dem Untergang des Reiches, Stuttgart 1957
- Brendan Behan: Borstal boy, Köln [u. a.] 1963
- Isaiah Berlin: Karl Marx, München 1959
- Eric Blau: Der Bettelbecher, Bergisch Gladbach 1994
- Jorge Luis Borges: Buch der Träume, München [u. a.] 1981; David Brodies Bericht, München 1972; Geschichte der Nacht, München [u. a.] 1984; Lob des Schattens, München 1971
- Alphonse Boudard: Die Metamorphose der Kellerasseln, Frankfurt am Main 1966
- Ignácio de Loyola Brandão: Null, Frankfurt am Main 1979
- Geoffrey H. S. Bushnell: Peru, Köln 1957 (zus. m. Bodo Cichy)
- José Cândido de Carvalho: Der Oberst und der Werwolf, Frankfurt am Main 1979
- Camilo Castelo Branco: Das Verhängnis der Liebe, Freiburg i. Br. 1988
- Alfred Chester: Meine Augen können ihn sehen, Stuttgart 1957
- Rubén Darío: Gedichte, Schwifting 1983
- Miguel Delibes: Die heiligen Narren, München [u. a.] 1987; Die Ratten, München 1992
- Marco Denevi: Rosaura kam um zehn, Köln [u. a.] 1961
- Jean Descola: Gold, Seelen, Königreiche, Stuttgart 1959
- Antonio Di Benedetto: Stille, Frankfurt am Main 1968
- Autran Dourado: Oper der Toten, München [u. a.] 1986
- Luc Estang: Das Glück und das Heil, Köln 1963
- Silvio Giulio Fanti: Ich habe Angst, Stuttgart 1955
- Almeida Faria: Fragmente einer Biografie, Berlin 1980 (zus. mit Alrun Haase); Passionstag, Frankfurt am Main 1968
- Gabriel García Márquez: Augen eines blauen Hundes, Köln 1982; Bericht eines Schiffbrüchigen, der zehn Tage lang, ohne zu essen und zu trinken, auf einem Floß trieb, der zum Helden des Vaterlandes ausgerufen, von Schönheitsköniginnen geküsst, durch Werbung reich, gleich darauf durch die Regierung verwünscht und dann für immer vergessen wurde, Köln 1982 (zusammen mit Christiane Meyer-Clason); Die böse Stunde, Köln 1979; Chronik eines angekündigten Todes, Köln 1981; Der Herbst des Patriarchen, Köln 1978; Hundert Jahre Einsamkeit, Köln 1970; Laubsturm, Köln 1975; Das Leichenbegängnis der großen Mama und andere Erzählungen, Köln 1974; Die Nacht der Rohrdommeln, Köln 1980; Der Oberst hat niemand, der ihm schreibt, Köln 1976; Die unglaubliche und traurige Geschichte von der einfältigen Eréndira und ihrer herzlosen Großmutter, Köln 1986
- Mempo Giardinelli: Heißer Mond, München [u. a.] 1986; Leb wohl, Mariano, leb wohl, München [u. a.] 1987
- José Gorostiza: Bootsgesänge, Aachen 1999 ISBN 3-89086-861-4
- Bernard Gorsky: Moana, Wiesbaden 1959
- Ferreira Gullar: Faule Bananen und andere Gedichte, Frankfurt am Main 1986; Der grüne Glanz der Tage, München 1991 (zus. mit Inés Koebel); Schmutziges Gedicht, Frankfurt am Main 1985
- Ronald Hardy: Die Männer aus dem Busch, Wiesbaden 1960
- Alan Harrington: Das Leben im Glaspalast, Düsseldorf 1961
- Sean Hignett: Liverpool 8, Köln 1968
- José Lezama Lima: Fragmente der Nacht, München 1994; Paradiso, Frankfurt am Main 1979
- Clarice Lispector: Der Apfel im Dunkeln, Hamburg 1964; Die Nachahmung der Rose, Hamburg 1996; Die Sternstunde, Frankfurt am Main 1985
- Robert Lowell: Für die Toten der Union, Frankfurt am Main 1969
- Joaquim Maria Machado de Assis: Der geheime Grund, München 1970;Der Irrenarzt, Frankfurt am Main 1978; Meistererzählungen, Hamburg 1964
- Martin Buber, Stuttgart 1963
- Garrett Mattingly: Die Armada, München 1960
- João Cabral de Melo Neto: Ausgewählte Gedichte, Frankfurt am Main 1969; Erziehung durch den Stein, Frankfurt am Main 1989; Der Fluß, St. Gallen 1993; Der Hund ohne Federn, Hamburg [u. a.] 1970; Tod und Leben des Severino, Wuppertal 1975; Der Weg des Mönchs, St. Gallen 1988
- Alberto Moravia: Indienreise, München [u. a.] 1963
- Gerardo Mello Mourão: Pikbube, Reinbek bei Hamburg 1963
- Hector A. Murena: Gesetze der Nacht, Köln 1968
- Vladimir Nabokov: Pnin, Reinbek bei Hamburg 1960
- Fernando Namora: Landarzt in Portugal, Berlin 1992; Spreu und Weizen, Einsiedeln 1963
- Pablo Neruda: Ich bekenne, ich habe gelebt, Darmstadt [u. a.] 1974; Liebesbriefe an Albertina Rosa, Frankfurt am Main 1975
- Carlos de Oliveira: Eine Biene im Regen, Freiburg i. Br. 1988; Haus auf der Düne, Freiburg i. Br. 1989; Kleinbürger, Freiburg 1991
- Juan Carlos Onetti: Das kurze Leben, Frankfurt am Main 1978; Die Werft, Frankfurt am Main 1976
- Maurice Percheron: Das wunderbare Leben des Gautama Buddha, Stuttgart 1957
- Jerzy Pieterkiewicz: Sold und Beute, Stuttgart 1957
- José Cardoso Pires: Ballade vom Hundestrand, München [u. a.] 1990; Der Dauphin, Tübingen [u. a.] 1973
- Eça de Queirós: Stadt und Gebirg, Zürich 1963
- Pierre Rambach: Vom Nil zum Ganges, Wiesbaden 1957 (zusammen mit Raoul Jahan und François Hébert-Stevens)
- Darcy Ribeiro: Migo, Zürich 1994; Mulo, Zürich 1990
- João Ubaldo Ribeiro: Brasilien, Brasilien, Frankfurt am Main 1988;Sargento Getúlio, Frankfurt am Main 1984
- Augusto Roa Bastos: Menschensohn, München 1962
- Urbano Tavares Rodrigues: Die Hitzewelle, Erkelenz 1997
- João Guimarães Rosa: Corps de ballet, Köln [u. a.] 1966; Doralda, die weiße Lilie, Frankfurt am Main 1982; Das dritte Ufer des Flusses, Köln [u. a.] 1968; Grande Sertão, Köln [u. a.] 1964; Mein Onkel, der Jaguar, Köln 1981; Miguilims Kindheit, München 1970; Sagarana, Köln 1982; Tutaméia, Köln 1994
- Henry Roth: Nenne es Schlaf, Köln 1970
- Olaf Ruhen: Nackt unterm Wendekreis, Wiesbaden 1959
- Fernando Sabino: Schwarzer Mittag, Köln 1962
- Luis Sánchez Granjel: Miguel de Unamuno, Stuttgart 1962
- José Sarney: Die Söhne des alten Antão, München [u. a.] 1987
- Charles Theodore Seltman: Geliebte der Götter, Stuttgart 1958
- Samuel Selvon: Kehr um, Tiger, Wiesbaden 1960
- Jorge de Sena: Der wundertätige Physicus, Frankfurt am Main 1989
- Gloria Serpa Flórez: Eine graue Persianermütze, München 1983
- Antonio Skármeta: Sophies Matchball, München 1992
- Walter Bedell Smith: General Eisenhowers sechs große Entscheidungen, Bern 1956
- Jacques Soustelle: So lebten die Azteken am Vorabend der spanischen Eroberung, Stuttgart 1956
- Junichiro Tanizaki: Insel der Puppen, Esslingen 1957
- Pedro Tierra: Zeit der Widrigkeiten, St. Gallen 1990
- Miguel Torga: O Brasil, Freiburg 1994; Die Erschaffung der Welt, Freiburg 1991; Findlinge, Freiburg 1993; Neue Erzählungen aus dem Gebirge, Freiburg 1990; Senhor Ventura, Freiburg 1992; Tiere, Freiburg i. Br. 1989
- Robert Traver: Anatomie eines Mordes, Berlin [u. a.] 1959
- César Vallejo: Menschliche Gedichte, Aachen 1998 ISBN 3-89086-864-9; Die schwarzen Boten, Aachen 2000 ISBN 3-89086-794-4; Spanien, nimm diesen Kelch von mir, Aachen 1998 ISBN 3-89086-863-0; Trilce, Aachen 1998 ISBN 3-89086-865-7
- Vladimir V. Vejdle: Russland, Weg und Abweg, Stuttgart 1956 (zus. mit Margaretha von Reischach-Scheffel)
- Xavier Villaurrutia: Sehnsucht nach dem Tod – Nostalgia de la muerte, Aachen 2007 ISBN 3-89086-651-4
- Anthony West: Der Erbe, Esslingen a.N. 1956
- Elie Wiesel: Gezeiten des Schweigens, München [u. a.] 1963; Die Nacht zu begraben, Elischa, München [u. a.] 1962; Die Pforten des Waldes, München [u. a.] 1966
- Yongden: Die Macht des Nichts, Wiesbaden 1956
- João Antônio: Der große Kleiner mit der kleinen Kiste, Bad Herrenalb/Schwarzwald, 1967.